# Señorío de Villalobos
El señorío de Villalobos es un título nobiliario español creado por el rey Enrique II de Castilla en 1368 a favor de Álvaro Pérez Osorio.

## Denominación
El título está asociado a la localidad zamorana de Villalobos.

## Lista de los señores de Villalobos
|                         | Titular                         | Periodo                 |
| Creación por Enrique II | Creación por Enrique II         | Creación por Enrique II |
| ----------------------- | ------------------------------- | ----------------------- |
| I                       | Álvaro Pérez Osorio             | 1368-1406               |
| II                      | Juan Álvarez Osorio             | 1406-1417               |
| III                     | Pedro Álvarez Osorio            | 1417-1461               |
| IV                      | Álvar Pérez Osorio              | 1461-1471               |
| V                       | Pedro Álvarez Osorio y Enríquez | 1471-1505               |
| VI                      | Álvar Pérez Osorio y Quiñones   | 1505-1523               |